# Notonicop
El notonicop (Notonychops powelli) és una espècie de litoptern que visqué a l'Argentina durant el Paleocè mitjà. El registre fòssil inclou un crani i mandíbules incompletes, tots trobats a la formació del Río Loro (província de Tucumán, el 1982. És l'única espècie del gènere Notonychops. Soria descrigué la nova espècie dins el seu propi ordre, Notopterna, però finalment fou assignada als litopterns. Requisia vidmari té una morfologia dental molt similar a la de Notonychops, però amb caràcters més primitius.